# Erhard Amadeus Dier
Erhard Amadeus Dier, genannt Amadeus-Dier, (* 8. Februar 1893 in Wien; † 25. September 1969 in Klosterneuburg, Niederösterreich) war ein österreichischer Maler und Grafiker.

## Leben und Werk
Erhard Amadeus Dier studierte bei Camillo Sitte und Josef Jungwirth an der Akademie der bildenden Künste Wien und bereiste die Schweiz, Italien und Spanien. Seine künstlerische Tätigkeit begann er als Illustrator. Er schuf Entwürfe für österreichische Banknoten, Gobelins, Tapeten und Kirchenfenster. Er malte unter anderem Porträts und Tierbilder und war als Grafiker und Porzellanmaler tätig.
In der Zeit des Nationalsozialismus war Dier Mitglied der Reichskammer der bildenden Künste. Für diese Zeit ist bis 1935 seine Teilnahme an 13 Gruppenausstellungen sicher belegt, darunter von 1937 bis 1943 die Großen Deutschen Kunstausstellungen in München mit 20 Werken. Dabei stießen insbesondere seine Aktzeichnungen auf das Interesse führender Nazis. U.a. erwarb Hitler 1938 „Liegender Akt“ sowie 1942 „Ein junges Mädchen“ und „Mädchentorso“, Hitlers Chefadjutant Wilhelm Brückner kaufte 1940 drei Aktzeichnungen.
Offenbar konnte Amadeus Dier diese Beliebtheit für seine Aktivitäten in der österreichischen Widerstandsbewegung nutzen.
Das Berliner Adressbuch verzeichnete ihn u. a. 1943 im Kaiserdamm 103.

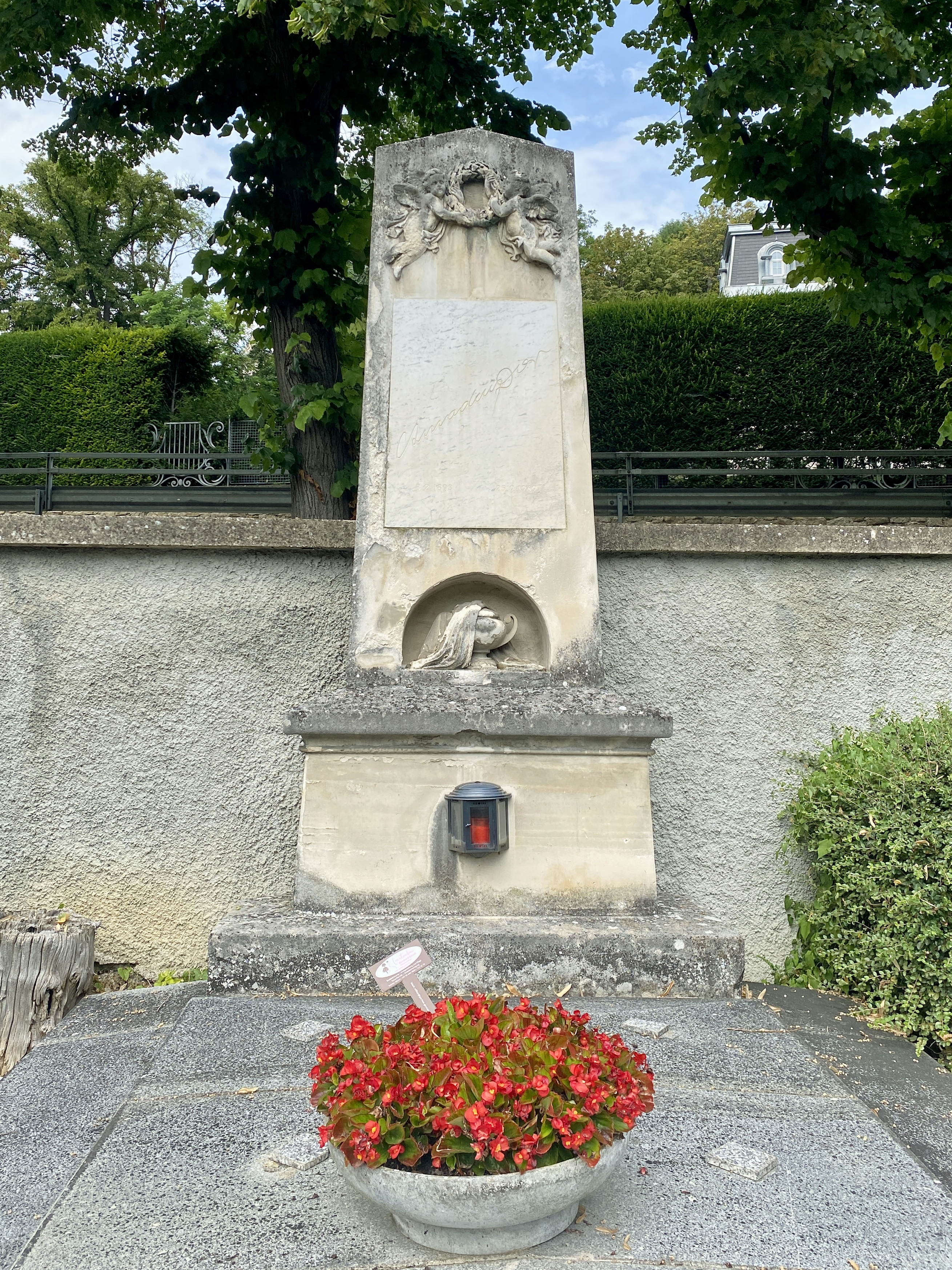
Grab von Erhard Amadeus Dier

Amadeus Dier wurde auf dem Weidlinger Friedhof in Klosterneuburg bestattet.

## Grafische Werke
- Adolf Gelber: Kalmückische Märchen. Wie der Chansohn zwölfmal den Siddhi-Kür holte. Mit sechs Farbtafeln und einigen Schwarzweiß-Zeichnungen von Amadeus Dier. Rikola Verlag Wien Berlin Leipzig 1921.
- Ludwig Tieck: Pietro von Abano od. Petrus Apone. Eine Zaubergeschichte. Mit Bildern und Buchschmuck von Erhard Amadeus Dier. A. Wolf, Wien 1922.
- Christoph Martin Wieland: Aspasia od. Die platonische Liebe. (= Die blaue Blume. 4). L. Heidrich, Wien 1922.
- Exlibris. A. Wolf, Wien 1922. (Kunstmappe).
- Ewige Melodien. Verlag L. Heidrich, Wien/Leipzig 1922. (Kunstmappe).
- Aus Boccaccios Decamerone. Gesellschaft für vervielfältigende Kunst, Wien 1924.
- Alt-Wien-Album. Moderne Welt, Wien 1924.
- Rudolf Hans Bartsch: Die kleine Blanchefleure. Mit 5 Radierungen von E. A. Dier. A. Wolf, Wien 1926.
- Beim Stich des 20-Schilling-Geldscheins von 1950 taucht ein kleiner Schreibfehler im Hintergrundmuster auf.